# اپسیلون گاو
اپسیلون گاو یک ستاره است که در صورت فلکی ثور قرار دارد.